# ビブリオリシン
ビブリオリシン(Vibriolysin、EC 3.4.24.25)は、酵素である。P2位とP1'位の嵩高い疎水性残基の結合を選択的に切断する反応を触媒する。P1'位のフェニルアラニンが最も切断されやすい点で、テルモリシンとは異なる。
熱に安定な酵素で、Vibrio proteolyticusから単離された。